# God Bless the Prince of Wales
"God Bless the Prince of Wales" ou Deus Abençoe o Príncipe de Gales (em galês:  Ar Dywysog Gwlad y Bryniau) é uma canção patriota escrita para celebrar o casamento do futuro rei Eduardo VII do Reino Unido com Alexandra da Dinamarca.  
A canção foi inicialmente apresentada no festival cultural gaélico Eisteddfod da cidade de Caernarfon em 1862.  A letra possui autoria de John Ceiriog Hughes e melodia por Henry Brinley Richards.  
Ar D'wysog gwlad y bryniau,
O boed i'r nefoedd wen,
Roi iddo gyda choron,
Ei bendith ar ei ben!
A versão em inglês é de George Linley. A canção foi completada e executada em 1863.
Among our ancient mountains,
And from our lovely vales,
Oh! Let the prayer re-echo
God bless the Prince of Wales!
Em meio de nossas montanhas antigas,
E de nossos amados vales,
Oh! Deixe que a oração ecoe
Deus abençoe o Príncipe de Gales!
Em partes da Escócia e Irlanda a melodia é usada para cantar "Derry's Walls", uma canção unionista. 